# Pepe Aguilar (futbolista)
José Manuel Aguilar González (Madrid, España, 28 de noviembre de 1970), deportivamente conocido como Pepe Aguilar, es un exfutbolista y entrenador español. Jugaba como interior izquierdo. Es entrenador del Club Deportiva Minera de la Segunda Federación.

## Trayectoria como jugador
Pepe Aguilar es todo un trotamundos del fútbol español, aunque por circunstancias de la vida nació en Madrid, el veterano interior zurdo es un santanderino y cántabro de pura cepa ya que vivió allí casi toda su vida. Salido de las categorías inferiores del Racing de Santander debutó con el primer equipo en Segunda División en la temporada 1991/1992 en la que jugó 12 partidos. Tras un año y medio discretos en los que apenas jugó unos pocos minutos testimoniales es cedido al Racing de Ferrol en la 2.ª vuelta de la temporada 1993/1994, en la media temporada que jugó aquí disputando 20 partidos demostró toda la calidad que atesoraba y su enorme capacidad goleadora al anotar 5 goles con el conjunto departamental.
Ya desligado del conjunto cántabro Aguilar cambiaría definitivamente el norte por el sur y empezaría una pródiga carrera por multitud de equipos de la zona sur de la península, tras una temporada en Cáceres, una en Huelva y otra en Cádiz con un papel destacado aunque poco goleador, explotaría su faceta más realizadora en las dos temporadas que jugaría en el Granada en las que marcó la importante cifra de 14 goles. Su brillante papel en el conjunto granadino le serviría para poder regresar a la categoría de plata del fútbol español de la mano del Mérida de Paco Herrera. Tras un buen inicio de liga jugando los 90 minutos en las primeras jornadas poco a poco fue perdiendo peso en el equipo hasta desaparecer del once. La destitución del técnico emeritense en la jornada 15.ª por los malos resultados y la llegada de Juan Señor no mejoraría su situación y el nuevo técnico tampoco contó con él con lo que en el mercado de invierno Aguilar decidió cambiar de aires y fichar por el poderoso Real Murcia de Segunda División B.
Fue el autor del gol del ascenso del Real Murcia a Segunda en Granada en la temporada 1999/2000. 
Se da la circunstancia de que Aguilar no había comenzado la temporada con el Real Murcia. Lo hizo con el Mérida en Segunda División, y recaló en el conjunto grana como refuerzo en el mercado de invierno. Anotó un gol, con la derecha a pesar de ser zurdo, el día de su debut frente al Novelda. Pasará a la Historia como el autor del gol, el 25 de junio de 2000 en el Nuevo Estadio Los Carmenes, que devolvió al Real Murcia al fútbol profesional. Curiosamente, Aguilar contrajo matrimonio la víspera del partido en Santander, y se desplazó hasta Granada en avión para jugar el decisivo encuentro. Pepe tenía la fecha programada de su boda para junio puesto que supuestamente iba a terminar la temporada con el Mérida en Segunda División en el mes de mayo. Su fichaje por el Real Murcia alteró sus planes, pero acabó casándose y marcando el gol del ascenso de los grana el mismo fin de semana.
También fue protagonista en el gol del ascenso a Segunda A del Ciudad de Murcia contra el  Castellón. En esta ocasión, Aguilar marcó dos de los tres goles de los rojinegros para eliminar al Castellón de José Luis Oltra, que posteriormente dirigiría al Ciudad de Murcia en Segunda División. Este ascenso, a diferencia del anterior, se consumó en La Condomina.
Dejó el Ciudad de Murcia y fichó por el Lorca Deportiva, recién ascendido ese año a Segunda División. No contó con muchos minutos y recaló en las filas del CD La Unión de Tercera División. Emprende una nueva temporada con el recientemente fundado Ciudad de Lorquí, equipo que deja el hueco del Ciudad de Murcia. Tras una temporada en la que disputó casi 30 partidos oficiales, fue de nuevo un jugador decisivo en el fútbol murciano, siendo uno de los jugadores más importante de los partidos de play-offs que disputó el C.A. Ciudad, haciendo el primer gol del decisivo y ansiado partido del ascenso contra el Villanovense de Extremadura, en el Juan de la Cierva de Lorquí. El día 12 de septiembre de 2008 se conoce su retirada del fútbol, aunque seguirá ligado al CA Ciudad, donde formará parte del cuerpo técnico ayudando al técnico brasileño Roberto Bianchi Peliser.

## Trayectoria como entrenador
En 2009, Pepe Aguilar empieza su carrera en los banquillos ejerciendo de segundo entrenador en el Sangonera, que dirige Rafael Muñoz González, excompañero en el Ciudad de Murcia hasta el final de esa temporada.
En enero de 2011, vuelve a ser llamado por Rafael Muñoz González para ser segundo entrenador del Club Deportivo Leganés, pero tras los malos resultados ambos son destituidos un mes después tras cosechar cuatro derrotas consecutivas.
En 2014, ingresa en el Racing de Santander para entrenar a su equipo cadete durante la temporada 2014-15.
Tras varias temporadas en las que fue quemando etapas en la base racinguista a un buen nivel, Pepe llegó al juvenil "A" en el año 2017 completando tres aceptables temporadas, al que entrenaría hasta mayo de 2020.
El 31 de julio de 2020, se convierte en entrenador del FC Cartagena "B" del Grupo XIII de la Tercera División de España.
El 18 de diciembre de 2020 se convierte en entrenador del FC Cartagena de la Segunda División de España tras la destitución de Borja Jiménez Sáez. Tras dirigir al conjunto albinegro durante tres encuentros en los que solo logra sumar un punto de nueve posibles, regresa al FC Cartagena B de la Tercera División de España.
Después de su experiencia con el primer equipo blanquinegro, regresa como entrenador del FC Cartagena "B", con el que lograría el ascenso a Segunda Federación en la temporada 2021-22 venciendo en la eliminatoria contra el Quintanar del Rey.
En la temporada 2022-23, lograría mantener al FC Cartagena "B" en Segunda Federación, pero en la temporada siguiente acabaría como colista del Grupo IV y descendería a Tercera Federación, continuando dirigiendo al filial.
El 17 de febrero de 2025, firma como entrenador del Club Deportiva Minera de la Segunda Federación.

## Clubes

### Como jugador
| Club                        | País   | Año       |
| --------------------------- | ------ | --------- |
| Racing de Santander Juvenil | España | 1988-1989 |
| Racing de Santander         | España | 1990-1993 |
| Racing Club de Ferrol       | España | 1993-1995 |
| Recreativo de Huelva        | España | 1995-1996 |
| Cádiz CF                    | España | 1996-1997 |
| Granada CF                  | España | 1997-1999 |
| CP Mérida                   | España | 1999-2000 |
| Real Murcia CF              | España | 2000-2002 |
| CF Ciudad de Murcia         | España | 2002-2005 |
| Lorca Deportiva CF          | España | 2005-2006 |
| CD La Unión                 | España | 2006-2007 |
| CA Ciudad de Lorquí         | España | 2007-2008 |

### Como entrenador
| Club                                             | País   | Año         |
| ------------------------------------------------ | ------ | ----------- |
| Sangonera Atlético (Segundo entrenador)          | España | 2009        |
| CD Leganés (Segundo entrenador)                  | España | 2011        |
| Atlético Perines y Seleccionador Cántabro Cadete | España | 2011-2014   |
| Racing de Santander Cadete                       | España | 2014-2017   |
| Racing de Santander Juvenil                      | España | 2017-2020   |
| FC Cartagena "B"                                 | España | 2020-2025   |
| FC Cartagena                                     | España | 2020-2021   |
| Club Deportiva Minera                            | España | 2025-Actual |